# Regional District of Kootenay Boundary
Regional District of Kootenay Boundary är ett regionalt distrikt i provinsen British Columbia i Kanada. Det ligger i södra delen av provinsen. Antalet invånare var 31 447 vid folkräkningen 2016 och ytan är 8 085 kvadratkilometer.
I Regional District of Kootenay Boundary finns följande kommuner:
- Fruitvale
- Grand Forks
- Greenwood
- Midway
- Montrose
- Rossland
- Trail
- Warfield